# Salmocejos
Los salmocejos son un plato típico de las matanzas del cerdo en la provincia de Ávila. Se trata de un guiso que se elabora con las asaduras del cerdo, acompañado de patatas. Se suele servir en los meses de invierno y se prepara en dos etapas, en la primera se sirve el caldo en una cazuela de barro que tiene en su fondo unas rebanadas de pan. En la segunda se sirven las asaduras ligeramente fritas.

## Características
La preparación se realiza en una caldera donde se rehoga la asadura del cerdo finamente picada con la manteca y unas cebollas. Se añaden unas patatas y con agua se deja hervir. Se suele servir en dos etapas, el caldo de la cocción como unas sopas (con su pan), luego las asaduras picadas y algo fritas en el sebo del cerdo.  